# Entrepose Group
Entrepose Group est le holding d'un groupe d'entreprises spécialisée dans la conception et la réalisation de projets dans l’industrie du pétrole, du gaz et de l'énergie en général. Filiale de Vinci, elle est cotée à la Bourse de Paris. La société est présente sur les cinq continents sur les marchés du pétrole et du gaz.
Entrepose Group est composé de cinq filiales avec des spécialités différentes : Entrepose Contracting pour le stockage d'hydrocarbure en milieu industriel, Spiecapag Entrepose pour le pipeline, Geocean Entrepose pour les travaux maritimes, Entrepose Drilling pour le forage et Geostock pour le stockage souterrain d'hydrocarbure.

## Histoire
Le groupe Entrepose est créé en 1935 et se cantonne à la France dans un premier temps. Son premier contrat à l'international concerne la branche Pipelines au Moyen-Orient en 1955 et son premier contrat « Clés en mains » est signé en 1970.
En 1990 a lieu son intégration dans le groupe Suez Lyonnaise des Eaux, en 2001 la filialisation de Entrepose Contracting et en 2002 le rachat de l'entreprise par ses salariés. L'année suivante, Entrepose Contracting est rejointe par Ineo département « Études et Grands Projets ».
L'introduction à la Bourse de Paris se fait en 2005, elle est suivie d'une série d'acquisitions :
- Geocean en 2006 ;
- AMEC SPIE Capag qui devient Spiecapag en 2007 et OPA sur Vinci ;
- Challenger Special Oil Services en 2008 ;
- Captrade en 2009 ;
- Horizontal Drilling International en 2010 ;
- la société indonésienne PT Istana Karang Laut (IKL) en 2015.

## Les réalisations
Quelques réalisations tant en France qu'à l'international : sous le nom de Projet LNG EPCA5A, Spiecapag Entrepose installe de 2009 à 2014 un gazoduc de 451 km en Papouasie-Nouvelle-Guinée. En 2011, Entrepose Contracting en consortium avec Bouygues Travaux Publics construit trois réservoirs de gaz naturelliquéfié (GNL) de 200 000 m3 (projet Dunkerque LNG) dans les Hauts-de-France.
Avec Vinci Construction Grands Projets, Entrepose Contracting co-réalise quatre réservoirs de GNL de 160 000 m3 en Russie en 2013. La même année, dans le projet Wheatstone LNG (en), en partenariat avec Vinci Construction Grands Projets et Thiess, Entrepose Contracting construit deux réservoirs de GNL de 150 000 m3 et deux réservoirs de condensats de 120 000 m3 en Australie.